# Východná
Východná é um município da Eslováquia, situado no distrito de Liptovský Mikuláš, na região de Žilina. Tem 193,7 km² de área e sua população em 2018 foi estimada em 2.139 habitantes.

## Demografia
| Ano:        | 1994 | 2004   | 2014   | 2024   |
| ----------- | ---- | ------ | ------ | ------ |
| Broj ljudi: | 2352 | 2336   | 2172   | 2226   |
| Razlika:    |      | -0,68% | -7,02% | +2,48% |

| Ano:               | 2023 | 2024 |
| ------------------ | ---- | ---- |
| Número de pessoas: | 2226 | 2226 |
| Diferença:         |      | +0%  |